# Peter Charles Doherty
Peter Charles Doherty AC (Brisbane, 15 ottobre 1940) è un veterinario e immunologo australiano.
Ha ricevuto il premio Albert Lasker Award for Basic Medical Research nel 1995 e l'anno successivo gli è stato conferito il premio Nobel per la medicina assieme allo svizzero Rolf M. Zinkernagel per le scoperte sulla specificità dell'immunità cellulo-mediata, in particolare sul fenomeno della restrizione MHC. Nel 1997 è stato nominato l'australiano dell'anno e nello stesso anno viene nominato Compagno dell'Ordine dell'Australia per il suo lavoro con Zinkernagel.

## Biografia
Peter Charles Doherty è nato nel sobborgo di Sherwood a Brisbane il 15 ottobre 1940, figlio di Eric Charles Doherty e Linda Doherty. È cresciuto a Oxley, e ha frequentato la Indooroopilly State High School (che ora ha un'aula magna a lui intitolata).
Dopo aver conseguito la laurea in scienze veterinarie nel 1962 presso l'Università del Queensland, è stato ufficiale veterinario rurale per il Dipartimento dell'agricoltura e dell'allevamento del Queensland prima di intraprendere la ricerca di laboratorio presso l'Animal Research Institute. Lì incontrò la laureata in microbiologia Penelope Stephens, sua futura moglie nel 1965. Doherty conseguisce poi il master in scienze veterinarie nel 1966 presso l'Università del Queensland.
Ha conseguito il dottorato di ricerca in patologia nel 1970 presso l'Università di Edimburgo, in Scozia, per poi tornare in Australia per continuare le sue ricerche presso la John Curtin School of Medical Research all'interno dell'Australian National University di Canberra.

## Ricerca e carriera
La ricerca di Doherty si concentra sul sistema immunitario e il suo studio, valso per il premio Nobel, descriveva la modalità secondo cui le cellule immunitarie dell'organismo si proteggono dai virus. Lui e Rolf Zinkernagel, co-destinatario del Premio Nobel per la Fisiologia e la Medicina nel 1996, hanno scoperto come i linfociti T riconoscono i loro antigeni bersaglio in combinazione con le proteine del complesso maggiore di istocompatibilità (MHC).
I virus, quando infettano le cellule ospiti, hanno la capacità di riprodursi e vivere al loro interno. I linfociti T citotossici distruggono le cellule infette in modo che i virus non possano riprodursi più. Zinkernagel e Doherty scoprirono che, affinché i linfociti T citotossici riconoscessero le cellule infette, dovevano riconoscere due molecole sulla superficie della cellula: non solo l’antigene del virus, ma anche una molecola del complesso maggiore di istocompatibilità (MHC). Questo riconoscimento viene effettuato da un recettore specifico dei linfociti T sulla loro superficie. L'MHC era stato precedentemente identificato come responsabile del rigetto di tessuti incompatibili durante il trapianto. Zinkernagel e Doherty scoprirono che l'MHC era responsabile anche della lotta dell'organismo contro i virus della meningite.

## Pubblicazioni non accademiche
- Peter Doherty, Empire, war, tennis and me., [S.l.], MELBOURNE UNIV PRESS, 2022, ISBN 978-0-522-87856-1, OCLC 1302578051.
- Peter Doherty, An insider's plague year, Carlton, Vic., 2021, ISBN 978-0-522-87751-9, OCLC 1258120542.
- P. C. Doherty, The incidental tourist : on the road with a globetrotting Nobel Prize winner, Carlton, Victoria, 2018, ISBN 978-0-522-87172-2, OCLC 1048246796.
- P. C. Doherty, The knowledge wars, Carlton, Vic., 2015, ISBN 978-0-522-86285-0, OCLC 908193218.[16]
- P. C. Doherty, Pandemics : what everyone needs to know, Oxford, 2013, ISBN 978-0-19-989811-4, OCLC 851695304.
- Peter Doherty, Sentinel chickens : what birds can tell us about our health and our world, Carlton, Vic., Melbourne University Publishing, 2012, ISBN 978-0-522-86110-5, OCLC 781878873.
- Peter Charles Doherty, A light history of hot air, Carlton, Vic., Melbourne University Press, 2007, ISBN 978-0-522-85407-7, OCLC 225591871.
- P. C. Doherty, The beginner's guide to winning the Nobel prize : a life in science, New York, Columbia University Press, 2006, ISBN 978-0-231-13896-3, OCLC 232160284.

## Vita privata
Dal 2021, Peter Doherty e sua moglie Penny vivono a Melbourne. Hanno due figli, Michael, neurologo che lavora negli Stati Uniti, e James, avvocato con sede a Melbourne, oltre a sei nipoti.
Doherty trascorre circa tre mesi all'anno a condurre ricerche presso il St. Jude Children's Research Hospital di Memphis, dove è membro della facoltà presso l'Health Science Center dell'Università del Tennessee. Per gli altri nove mesi dell'anno lavora presso il Dipartimento di Microbiologia e Immunologia dell'Università di Melbourne.